# 陳凱琳
陳凱琳（英語：Grace Chan Hoi Lam，1991年6月23日—），香港女演員及節目主持，2013年度香港小姐競選冠軍暨最上鏡小姐，為前無綫電視經理人合約藝員。

## 簡歷
陳凱琳於1991年在香港出生，有一姐與一龍鳳胎弟弟Derek，5歲時與家人移居加拿大溫哥華；並於2010年和2013年分別畢業於聖地尼爾中學以及西門菲沙大學。出身富裕的她居住九龍塘市值過億港元、面積達5千平方呎的獨立洋房，父親擁有不少商舖收租，參選香港小姐時媒體估計其父資產超過15億；最後以171,477觀眾選票獲得《2013年度香港小姐競選》冠軍，其後更成為《2014年度國際中華小姐競選》冠軍。
陳凱琳是繼郭羨妮於2000年後，相隔14年再有於加拿大溫哥華成長的香港小姐代表香港，奪得國際中華小姐競選冠軍。而她與郭羨妮相同的是，曾就讀於西門菲莎大學，回港參選香港小姐同時獲得最上鏡小姐及冠軍；而兩人前屆的國際中華小姐競選的香港代表亦是該屆季軍。另一方面，她與為前屆香港小姐冠軍張名雅一樣，於溫哥華長大，參選香港小姐，抽中的編號為17號；而參選國際中華小姐編號為5號；兩人被抽中試戴后冠，最後名列三甲。

### 參選香港小姐
陳凱琳雖然5歲便移民加拿大，但每年暑假她都會隨父母回港探親，她8歲時，也正是郭羨妮當選香港小姐的一年，陳凱琳看到香港小姐大方優雅地走出來，令她萌生了參選香港小姐競選的念頭，當時更和家人説長大後一定要參選香港小姐。2013年，剛剛於西門菲沙大學畢業的陳凱琳回流香港，她決定實現夢想，參選2013年度香港小姐競選。陳凱琳進入決賽時已是「票后」（得到最多觀眾投票入選決賽的佳麗），被傳媒猜測是最有機會當冠軍的佳麗。參賽期間雖有被指整容、不是父母親生等負面消息，但陳凱琳最終仍能擊敗最大勁敵蔡思貝成為冠軍。

### 參選國際中華小姐
陳凱琳於2014年代表香港參選國際中華小姐競選，其後大熱姿態當選冠軍，是歷屆來第三位代表香港的佳麗奪冠。

### 演藝事業
陳凱琳在當選香港小姐後簽約無綫電視，成為TVB經理人合約藝員，獲得主持及拍攝劇集的機會。對於陳凱琳擔任節目主持及司儀，不少網民認為她表現淡定。另外，陳凱琳還以旁聽生身份參與第27期無綫電視藝員訓練班。2014年，仍未卸任的她首度參演無綫電視劇《名門暗戰》。此劇為2014年無綫台慶劇之一，她在劇中飾演「蔣勵（Abby）」一角。同年，無綫電視本來已安排陳凱琳代表香港出戰2014世界小姐競選，而世界小姐官方網頁中香港地區的參賽者亦是陳凱琳；但她因為需要在橫店拍攝電視劇而無暇參賽。
2015年，陳凱琳在電視劇《四個女仔三個BAR》首度擔任女主角，飾演見習大律師「唐靖姿（Giselle）」。同年，她在台慶劇《張保仔》飾演「黃娣妹（妹頭）」一角。此戲收視甚高，回響甚大。她在《萬千星輝頒獎典禮2015》獲得「飛躍進步女藝員」獎。
2016年，陳凱琳在電視劇《殭》飾演「藍夢瑤（Yoyo）」一角。同年8月，她在劇集《巨輪II》飾演「高伊娜（Nana）」一角。不少網民認為她在《巨輪II》的演技仍有待改善。陳凱琳接受《巴士日報》訪問時表示有空時會參加課程進修，讓觀眾慢慢接受自己。
2016年11月19日，陳凱琳擔任《萬千星輝賀台慶》的其中一名司儀，其間因誤將台詞「所以話呢，TVB嘅藝員真係奮不顧身就係去務求大家開心啊！」說成「所以話呢，TVB嘅藝員真係粉身碎骨就係去務求大家開心啊！」成為當晚全場焦點，雖然奮不顧身意思是奮勇向前，不顧生死。語出漢．司馬遷〈報任少卿書〉但是仍被傳媒及大眾指其中文程度差。陳凱琳隨事件後表示她因為自小在加拿大長大，所以中文比較差；由於陳已經盡力去學好和用好中文，因此希望觀眾體諒她。
2017年，陳凱琳首次與外國著名品牌folli follie合作拍攝節日特輯。之後她第一次為馬來西亞Marigold飲品代言。
2018年，陳凱琳主演的電視劇《平安谷之詭谷傳說》及《翻生武林》播出。同年，她首度參演邵氏劇集《飛虎之潛行極戰》。另外，她於2017年拍攝的首套電影《起底組》於2018年11月上映。
陳凱琳自2018年初客串演出無綫劇集《包青天再起風雲》後已沒有再拍攝劇集，此劇於2019年播出。隨着她與鄭嘉穎結婚及初為人母，她在長子出生後主要接洽商演或主持工作。

## 個人生活

### 圈中好友
陳凱琳因拍攝無綫電視劇《平安谷之詭谷傳說》而連同龔嘉欣、譚凱琪及沈卓盈成爲好姊妹，並自組「少婦聯盟」。陳凱琳入行後亦連同劉佩玥、何雁詩、陳瀅、賴慰玲和陳嘉寶成為好友。
2017年，適逢「少婦聯盟」一周年，故特意請了攝影師為她們拍閨密照。而她們亦於Instagram上表示感恩和幸福，均寫上了「很感激去年在拍劇時能遇到妳們。」、「妳們為我的人生帶來許多快樂。」、「希望接下來能繼續互相支持，給對方和大家正能量等字句」，穿上泳裝，袒露身材。
2017年11月，由於胡杏兒、胡定欣、胡蓓蔚、姚子羚、李施嬅及黃智雯組成的「胡說八道會」早前獲無綫安排拍旅遊特輯，節目受觀眾歡迎兼有高收視，有見及此安排「少婦聯盟」於十二月拍旅遊特輯，後來此計劃無疾而終。

### 家庭生活
陳凱琳在剛當選香港小姐後曾表示自己從未拍過拖，其後在2015年因拍攝無綫劇集《殭》而與年長近22年的鄭嘉穎譜出「父女戀」。2016年12月6日，有報道指陳凱琳另結新歡而與鄭嘉穎分手，她之後否認此事，稱該男士是她在新加坡的造型師和好友，而陳凱琳與鄭嘉㯋亦同時表示雙方關係很好。
2017年9月，陳凱琳獲邀到紅磡出席郵輪首航倒數啟動禮，還展示親自設計的郵輪露台模型，表示將來也會親自設計愛巢。陳凱琳於台上即席獲贈越南郵輪之旅，她指只曾試過和父母坐郵輪旅行，今次會考慮與男友鄭嘉穎同行。接受訪問時表示如果坐郵輪，我想從歐洲出發，到冰島看極光。並考慮如果於北極舉行婚禮，將會叫設計師設計，在白色婚紗外加白色羽絨。
2018年8月12日，交往三年的陳凱琳和鄭嘉穎在印尼峇里島舉行婚禮。新婚後接受訪問被問到求婚過程時透露，是2017年12月返回加拿大的時候，鄭嘉穎在飛機上跪地求婚的，沒有太多驚喜，但覺得他很用心。
2018年11月22日，陳凱琳於社交媒體宣佈懷孕；2019年在香港港安醫院剖腹誕下長子。
2020年5月20日，陳凱琳於社交平台宣布自己再度懷孕。同年她顺利产下次子。2022年11月28日，於社交平台宣布自己懷有第三胎。2023年，陳凱琳於社交媒體公布已產下幼子。

### 爭議
陳凱琳和鄭嘉穎在2018年8月結婚，同年11月宣佈懷孕，但兩人的長子在2019年初便出生，引起早產、未婚懷孕的疑雲。及後，陳凱琳在出席活動時表明兒子是足月出生，變相默認未婚懷孕。而陳凱琳是基督教教徒，基督教反對未婚懷孕，故被網民質疑「犯禁」，她就此無回應。

## 演出作品

### 電視劇
| 年份     | 劇名             | 角色                            |
| 無綫電視 |                  |                                 |
| 2014年   | 名門暗戰         | 蔣 勵（Abby）                   |
| 2015年   | 四個女仔三個BAR  | 唐靖姿（Giselle）               |
| 2015年   | 張保仔           | 黃娣妹（妹頭）                  |
| 2016年   | 殭               | 藍夢瑤 （瑤瑤、YoYo）／上官金鈴 |
| 2016年   | 巨輪II           | 高伊娜（Nana）                  |
| 2017年   | 誇世代           | 尚 水                           |
| 2018年   | 平安谷之詭谷傳說 | 羅桂思                          |
| 2018年   | 翻生武林         | 仇在心（心姐）                  |
| 2019年   | 包青天再起風雲   | 伏 蘭                           |
| 邵氏兄弟 |                  |                                 |
| 2018年   | 飛虎之潛行極戰   | 莊雅璇（Dr. Chong）             |

### 綜藝節目（主持）
| 年份     | 節目名                              |
| 無綫電視 |                                     |
| 2013年   | 萬千星輝賀台慶2013                  |
| 2014年   | 搵食飯團                            |
| 2014年   | 燭光晚餐                            |
| 2014年   | 萬千星輝賀台慶2014                  |
| 2014年   | 體育世界                            |
| 2015年   | 萬千星輝賀台慶2015                  |
| 2016年   | 社企打工王                          |
| 2016年   | 星星探親團                          |
| 2016年   | 街頭魔法王之魔王之王                |
| 2016年   | 跳躍飛騰TVB邁向50週年               |
| 2016年   | 2016繽Fun娛樂大派對                 |
| 2016年   | 我愛香港                            |
| 2016年   | 萬千星輝賀台慶2016                  |
| 2017年   | 博愛歡樂傳萬家                      |
| 2017年   | 我係小廚神3                         |
| 2017年   | 終極街頭魔法王                      |
| 2017年   | 使徒行者 臥底遊戲                   |
| 2017年   | 萬千星輝賀台慶2017                  |
| 2017年   | 我是小廚神-新加坡篇（TVB8首播）     |
| 2018年   | 玩轉新加坡無限式（TVB8首播）        |
| 2018年   | 降魔的 捉妖遊戲                     |
| 2018年   | 美女廚房                            |
| 2018年   | 星級健康5                           |
| 2019年   | 仨心友行                            |
| 2021年   | 日日媽媽聲（第一輯）                |
| 2021年   | 諸朋好友                            |
| 2021年   | We Miss Hong Kong STAY-cation晉級賽 |
| 2021年   | 2021香港小姐競選決賽                |
| 2022年   | 日日媽媽聲（第二輯）                |
| 2022年   | Love Matters with Grace             |

### 網劇
| 年份   | 劇名               | 角色  |
| 2018年 | 我的法則 ·辦公室篇 | Grace |

### 電影
| 年份   | 劇名   | 角色   |
| 2018年 | 起底組 | 柯梓盈 |

### 微電影
| 年份   | 劇名             | 角色           |
| 2016年 | 洗衣鋪群星事件薄 | 黃娣妹（妹頭） |

## 音乐作品

### 單曲
| 年份   | 歌名   | 備註                  |
| 2015年 | 面前人 | 四個女仔三個BAR片尾曲 |
| 2016年 | 乘風   | Amazing Summer 主题曲 |

## 曾獲獎項及提名
| 年份   | 頒獎典禮                             | 獎項                           | 作品                                                                                               | 角色/拍檔            | 結果     |
| ------ | ------------------------------------ | ------------------------------ | -------------------------------------------------------------------------------------------------- | -------------------- | -------- |
| 2013年 | 《2013年度香港小姐競選》             | 冠軍                           | 不適用                                                                                             | 不適用               | 獲獎     |
| 2013年 | 《2013年度香港小姐競選》             | 最上鏡小姐                     | 不適用                                                                                             | 不適用               | 獲獎     |
| 2013年 | 《2013年度香港小姐競選》             | 旅游大使獎                     | 不適用                                                                                             | 不適用               | 獲獎     |
| 2013年 | 《2013年度香港小姐競選》             | 最受傳媒歡迎獎                 | 不適用                                                                                             | 不適用               | 獲獎     |
| 2013年 | 《2013年度香港小姐競選》             | 陸上擂台－跑步比賽 冠軍        | 不適用                                                                                             | 不適用               | 獲獎     |
| 2014年 | 《2014年度國際中華小姐競選》         | 冠軍                           | 不適用                                                                                             | 不適用               | 獲獎     |
| 2014年 | 《萬千星輝頒獎典禮2014》             | 最佳女配角                     | 《名門暗戰》                                                                                       | 蔣勵                 | 提名     |
| 2014年 | 《萬千星輝頒獎典禮2014》             | 飛躍進步女藝員                 | 《搵食飯團》 《名門暗戰》 《博愛歡樂傳萬家》 《萬千星輝賀台慶》                                    | 不適用               | 提名     |
| 2015年 | 《星和無綫電視大獎2015》             | 最佳新人                       | 《張保仔》                                                                                         | 黃娣妺               | 獲獎     |
| 2015年 | 《星和無綫電視大獎2015》             | TOKYO BUST EXPRESS性感魅力大獎 | 不適用                                                                                             | 不適用               | 獲獎     |
| 2015年 | 《2015年度YAHOO!搜尋人氣大獎》       | 圖片搜尋次數最多的人物         | 獲獎                                                                                               |                      |          |
| 2015年 | 《萬千星輝頒獎典禮2015》             | 最佳女主角                     | 《四個女仔三個BAR》                                                                                | 唐靖姿               | 提名     |
| 2015年 | 《萬千星輝頒獎典禮2015》             | 最受歡迎電視女角色             | 《張保仔》                                                                                         | 黃娣妹               | 提名     |
| 2015年 | 《萬千星輝頒獎典禮2015》             | 飛躍進步女藝員                 | 《四個女仔三個BAR》 《張保仔》 《搵食飯團》 《2015年度TVB最受歡迎廣告頒奬典禮》 《萬千星輝賀台慶》 | 不適用               | 獲獎     |
| 2015年 | 《萬千星輝頒獎典禮2015》             | 最受歡迎劇集歌曲               | 面前人                                                                                             | （與張繼聰）         | 提名     |
| 2016年 | 《TVB 馬來西亞星光薈萃頒獎典禮2016》 | 最喜愛TVB女主角                | 《巨輪II》                                                                                         | 高伊娜               | 提名     |
| 2016年 | 《TVB 馬來西亞星光薈萃頒獎典禮2016》 | 最喜愛TVB電視角色              | 《殭》                                                                                             | 藍夢瑤               | 獲獎     |
| 2016年 | 《TVB 馬來西亞星光薈萃頒獎典禮2016》 | 最喜愛TVB熒幕情侶              | 《殭》                                                                                             | （與鄭嘉穎、謝安琪） | 提名     |
| 2016年 | 《萬千星輝頒獎典禮2016》             | 最佳女主角                     | 《殭》                                                                                             | 藍夢瑤/上官金鈴      | 提名     |
| 2016年 | 《星和無綫電視大獎2016》             | 我最愛TVB電視女角色            | 《殭》                                                                                             | 藍夢瑤               | 提名     |
| 2016年 | 《星和無綫電視大獎2016》             | 我最愛TVB熒幕情侶              | 《巨輪II》                                                                                         | （與蕭正楠）         | 提名     |
| 2018年 | 《萬千星輝頒獎典禮2018》             | 最佳女主角                     | 《平安谷之詭谷傳說》                                                                               | 罗桂思               | 提名     |
| 2018年 | 《萬千星輝頒獎典禮2018》             | 馬來西亞最喜愛TVB女主角        | 《平安谷之詭谷傳說》                                                                               | 罗桂思               | 提名     |
| 2018年 | 《萬千星輝頒獎典禮2018》             | 新加坡最喜爱TVB女主角          | 《平安谷之詭谷傳說》                                                                               | 罗桂思               | 提名     |
| 2018年 | 《萬千星輝頒獎典禮2018》             | 最受欢迎电视女角色             | 《翻生武林》                                                                                       | 仇在心               | 提名     |
| 2018年 | 《第三届觀眾在民間電視大奬》         | 民选最佳女主角                 | 《翻生武林》                                                                                       | 仇在心               | 提名     |
| 2018年 | 《第三届觀眾在民間電視大奬》         | 民选最佳女配角                 | 《飛虎之潛行極戰》                                                                                 | 庄雅璇               | 提名     |
| 2018年 | 《第三届觀眾在民間電視大奬》         | 民选飞跃进步女艺员             | 《翻生武林》、《飛虎之潛行極戰》                                                                   | 不適用               | 提名     |
| 2021年 | 《萬千星輝頒獎典禮2021》             | 最佳女主持                     | 《2021香港小姐競選》                                                                               | 不適用               | 提名     |
| 2022年 | 《Yahoo! 搜尋人氣大獎2022》          | 熱搜本地男女藝人或組合         | 不適用                                                                                             | 頭100位              |          |
| 2022年 | 《萬千星輝頒獎典禮2022》             | 最佳女主持                     | 《Love Matters with Grace》                                                                        | 不適用               | 最後十強 |

## 外部連結
- 陳凱琳的新浪微博
- 陳凱琳的Facebook專頁
- 陳凱琳的Instagram帳戶
- 陳凱琳的Instagram帳戶 - 陳凱琳官方影迷會
- 陳凱琳的小紅書帳戶
- 陳凱琳在香港影庫上的簡介

| 前任： 張名雅 | 香港小姐競選冠軍 2013年 | 繼任： 邵珮詩 |

| 前任： 岑杏賢 | 香港小姐競選最上鏡小姐 2013年 | 繼任： 邵珮詩 |